# Île Ndukue
L’île Ndukue est un îlot de Nouvelle-Calédonie appartenant administrativement à Païta.